# Tekkekızıllar, Devrekani
Tekkekızıllar là một xã thuộc huyện Devrekani, tỉnh Kastamonu, Thổ Nhĩ Kỳ. Dân số thời điểm năm 2008 là 214 người.